# Pinball Illusions
Pinball Illusions è videogioco di tipo flipper sviluppato per piattaforma Amiga 1200 e MS-DOS, ed è il terzo della trilogia dopo Pinball Dreams e Pinball Fantasies. Pubblicato da 21st Century Entertainment nel 1995, come i precedenti ebbe molto successo. Venne fatto un porting per piattaforma PlayStation e Sega Saturn pubblicato da Ocean intitolato True Pinball con grafica ridisegnata e le quattro tavole leggermente modificati.

## Modalità di gioco
La versione Amiga contiene tre tavole, invece che quattro come i predecessori della serie. Nella versione MS-DOS è stata aggiunta la tavola Vikings the tales.
- Law 'n justice, scenografia futuristica poliziesca.
- Extreme Sports, ambientato nel Paracadutismo, Bungee jumping e molti altri sport estremi.
- Babewatch, ambientazione in una spiaggia di Los Angeles, con Casinò annesso.
- Vikings The tales, incentrato sulle gesta del popolo Vichingo.

## Curiosità
Nella schermata introduttiva si può vedere un frame che intitola il videogioco come "Super pinball fantasies turbo EX-2 M-ball edition".